# 普瓦捷家族
普瓦捷家族（法語：Maison de Poitiers）是一個起源於法國中南部的貴族，始祖是蘭努爾夫一世。

普瓦捷家族徽章

普瓦捷家族自八世紀起即統治亞奎丹公國，直到十三世紀初。